# Reithrodontomys rodriguezi
Reithrodontomys rodriguezi es una especie de roedor de la familia Cricetidae.

## Distribución geográfica
Se encuentra sólo en Costa Rica.